# Kloster Sankt Thaddäus

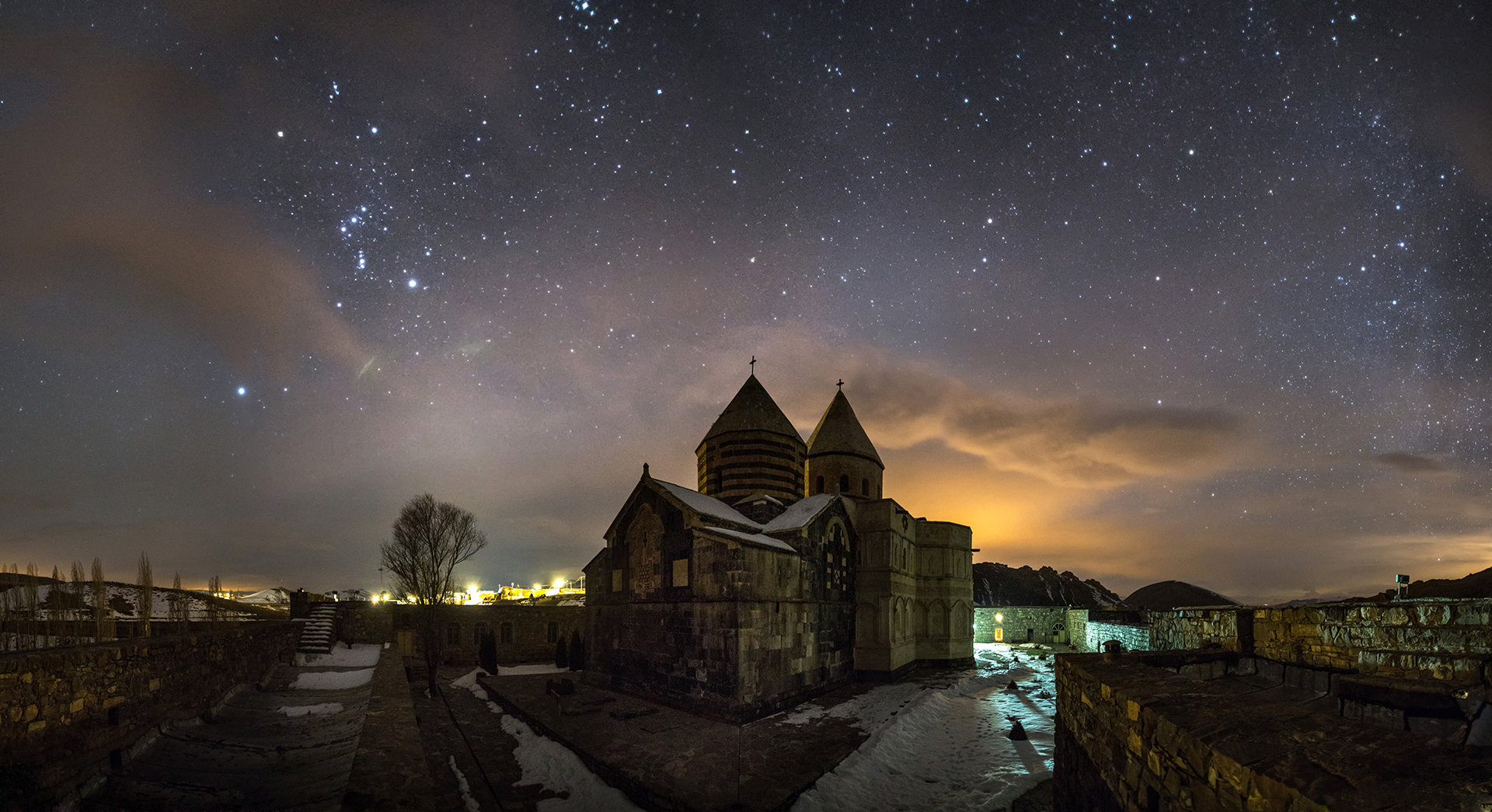
Das Kloster bei Nacht von Nordwesten aus

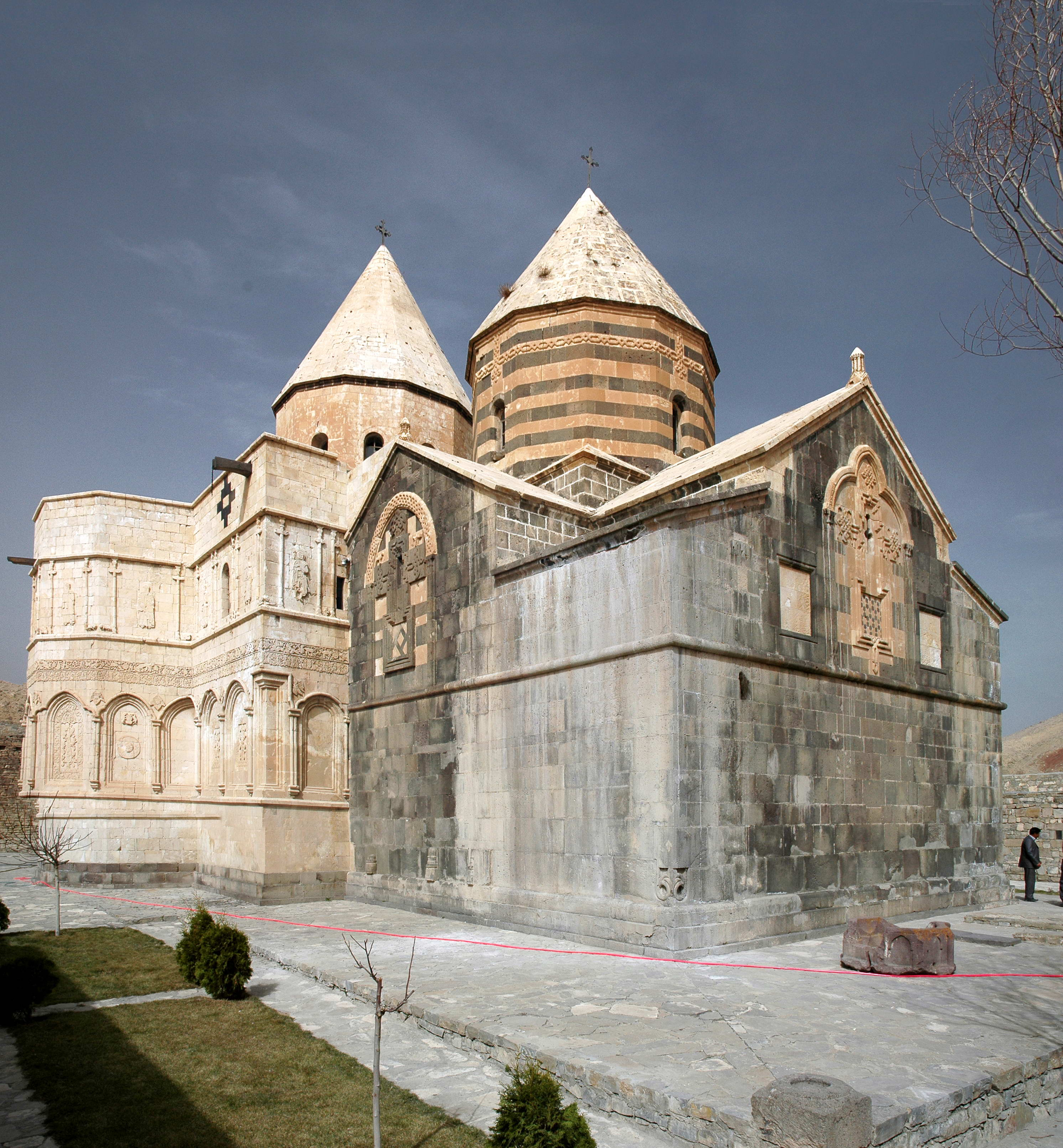
Blick auf die Schwarze Kirche

Das Kloster Sankt Thaddäus (armenisch Սուրբ Թադէոսի վանք Surb Tadeosi vank') ist ein ehemaliges armenisches Kloster in der iranischen Provinz (Ostan) West-Aserbaidschan, 20 km südlich von Maku in der Nähe von Tschaldiran. Im Volksmund ist es als „Schwarze Kirche“ (aserbaidschanisch und persisch قره كليسا Qarah Kelīsā) bekannt. Die Gegend gehörte einst zum alten Großarmenien.
Nach Überzeugung der armenischen Christen wurden das Kloster und die Kirche im Jahre 66 von Judas Thaddäus als erste Kirche der Welt gegründet. Er erlitt den Märtyrertod und wurde in seiner eigenen Kirche beigesetzt.
Ein Erdbeben im Jahre 1319 zerstörte das Kloster fast vollständig. Die Gebäude wurden zwischen 1319 und 1329 wieder aufgebaut. Aus dieser Phase erhalten sind im östlichen Teil der Kirche der Altar- und der Hauptraum sowie das Baptisterium. Der in diesen Bau- und Renovierungsabschnitt fallende Zeitraum gab der Kirche den Namen, denn es wurde dunkler Stein verarbeitet. 1490 wurde die Kirche erneut renoviert. Anfang des 19. Jahrhunderts ließ der Kadschare Abbas Mirza das Kloster nochmals renovieren. Die älteren Bausteine des Klosters sind schwarz und weiß, während die neuen aus gelblichem Sandstein sind. Die Kirche ist von hohen Mauern umgeben. Die Wohn- und Versorgungsräume wurden entlang der Mauer gebaut. Ein Wirtschaftshof, mehrere Küchen, eine Mühle und eine Ölpresse sind vorhanden.
Wie viele armenische Kirchen, weist auch die Qara Kelisa Flachreliefs auf, mit denen die Außenwände geschmückt sind. Sie stellen verschiedene Heilige dar. Besonders fällt ein lebhafter Fries mit Weinranken und Tieren am neueren Gebäude auf. Diverse Häuserruinen im Inneren der Befestigungsmauer, welche an die Westmauer anschließt, legen Zeugnis ab vom klösterlichen Leben in der Vergangenheit.
Das Grab des heiligen Thaddäus liegt rechts neben dem Altar in einer Nische der Thaddäus-Kirche. Ein Einsiedler soll seine Gebeine gefunden und in die Kirche überführt haben. Einmal im Jahr, am Tag des heiligen Thaddäus, findet eine Messe im Zusammenhang mit einer großen Wallfahrt statt, die von Armeniern aus allen Teilen Irans, aber auch aus aller Welt besucht wird.
Das Kloster ist seit 2008, zusammen mit dem Kloster Sankt Stephanos und der Kapelle von Dsordsor, Bestandteil der UNESCO-Welterbestätte Armenische Klosteranlagen in Iran. Die Pilgerfahrt zum Kloster Sankt Thaddäus und das damit verbundenen Fest wurde im Jahr 2020 in die UNESCO-Liste des immateriellen Kulturerbes der Menschheit aufgenommen.